# Reformierte Kirche Jenaz

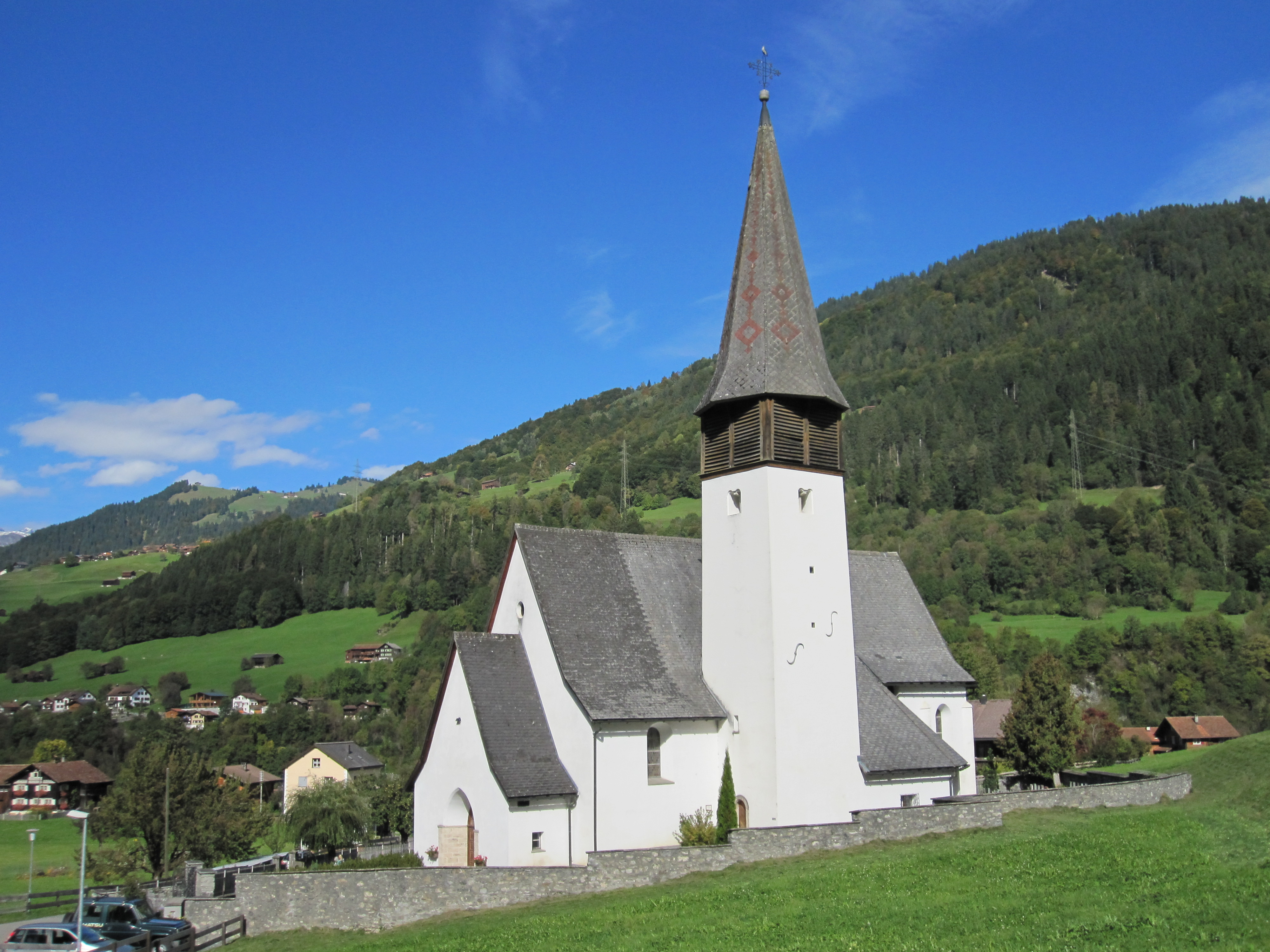
Kirche Jenaz

Die reformierte Kirche in Jenaz im Prättigau ist ein evangelisch-reformiertes Kirchengebäude. Sie steht unter dem Denkmalschutz des Kantons Graubünden.

## Geschichte
Die Kirche ist ersturkundlich bezeugt als rechteckiger, romanischer Bau in der ersten Hälfte des 12. Jahrhunderts unter dem Patrozinium von Petrus.
Noch in vorreformatorischer Zeit 1483 kam es zum Neubau des Chores und 1485 zur Erweiterung des Kirchenschiffs hin zu einem Langhaus. In diesen Jahren wurde auch der Kirchturm – untypisch für das Prättigau – südlich des Gebäudes errichtet, um als Schutz gegen die stets drohenden Rüfenniedergänge zu dienen.

## Ausstattung
Im Kircheninneren zeichnet sich der Chor durch ein Sterngewölbe und eine Sakramentsnische mit Stilmerkmalen der Spätgotik aus. Die Orgel ist neueren Datums, sie wurde 1957 gefertigt. Sie korrespondiert im Kirchenraum mit dem zentral in den Chor eingefügten Taufstein. Auf diesem wird nach reformierter Bündner Sitte auch das Abendmahl gefeiert.

## Kirchliche Organisation
Die Evangelisch-reformierte Landeskirche Graubünden führt Jenaz als Teil der Kirchgemeinde Jenaz/Buchen.

## Galerie

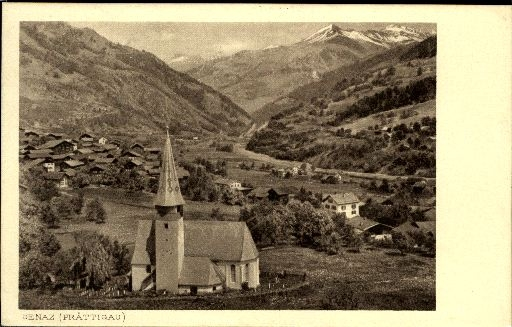
Kirche 1917
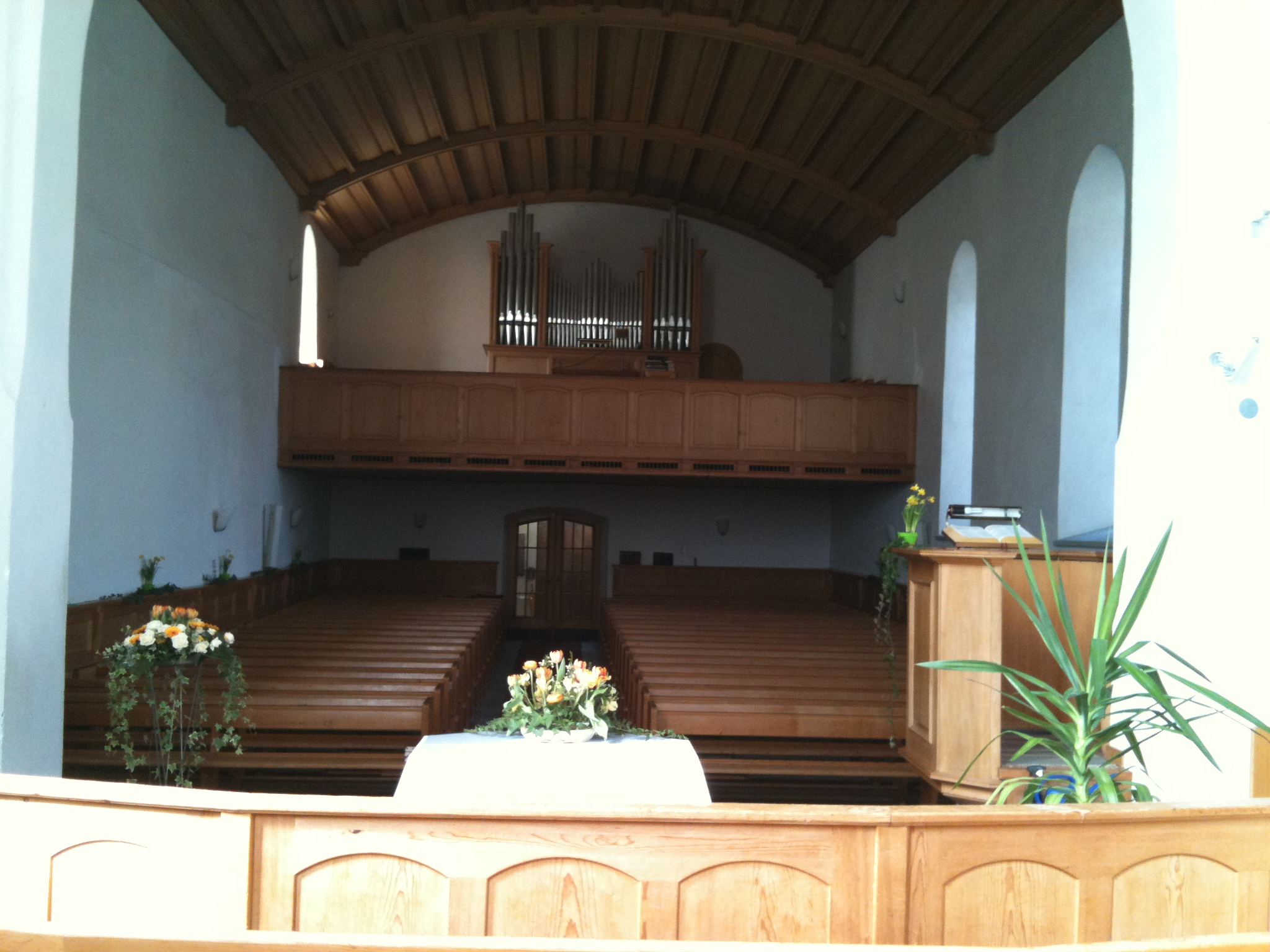
Blick aus dem Chor auf Empore und Orgel
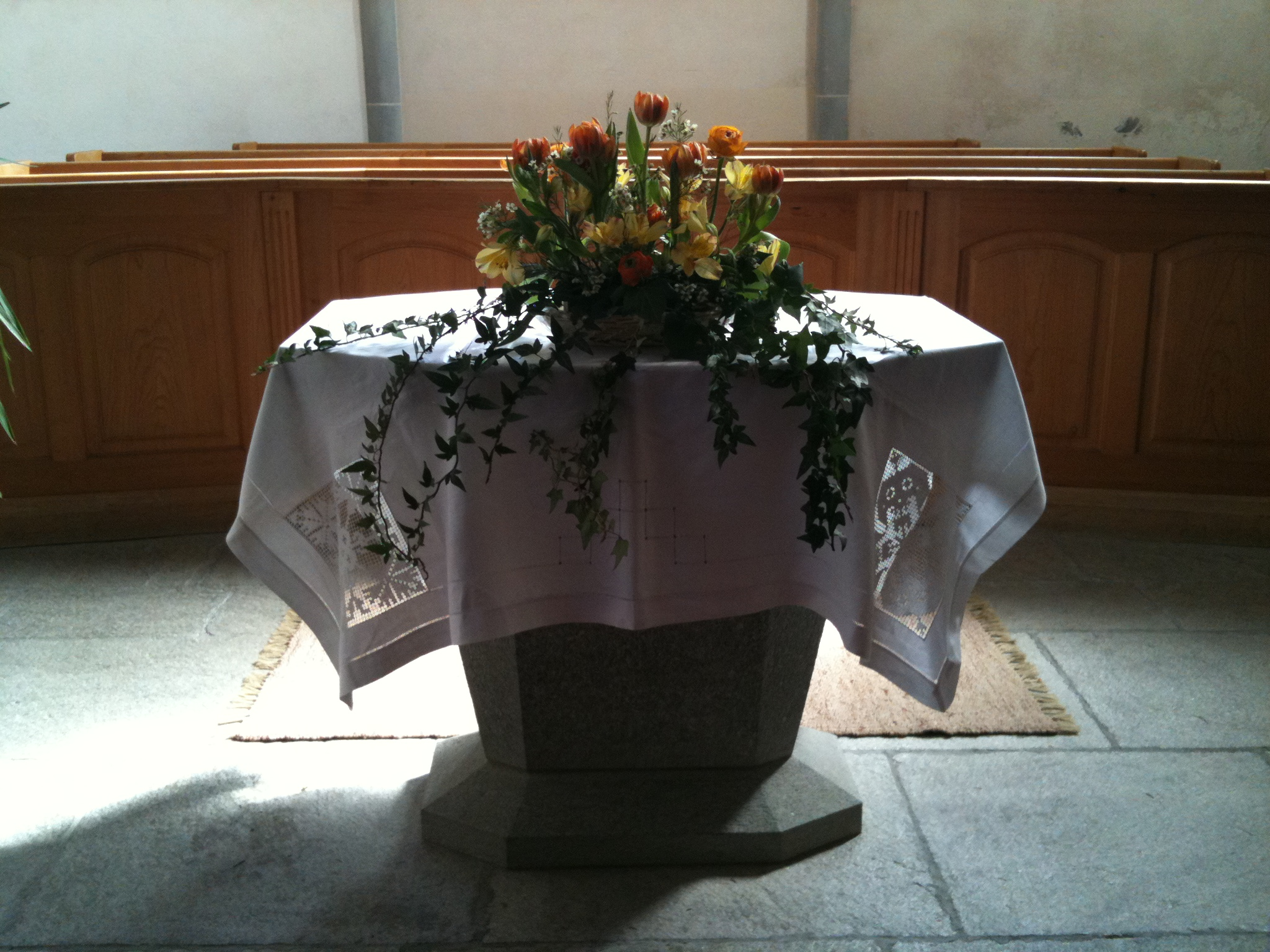
Taufstein